# Aenictus laeviceps
Aenictus laeviceps är en myrart som först beskrevs av Smith 1857.  Aenictus laeviceps ingår i släktet Aenictus och familjen myror. Inga underarter finns listade i Catalogue of Life.

## Bildgalleri